# Late Night with Jimmy Fallon
Late Night with Jimmy Fallon was een Amerikaans praatprogramma van de NBC gepresenteerd door acteur en cabaretier Jimmy Fallon. De eerste aflevering was op 2 maart 2009. Op 7 februari 2014 was de laatste show gepresenteerd door Fallon. De opvolger van Fallon is Seth Meyers, die verdergaat als Late Night with Seth Meyers.
Van 1982 tot 1993 heette het programma Late Night with David Letterman (gepresenteerd door David Letterman) en van 1993 tot 2009 Late Night with Conan O'Brien (gepresenteerd door Conan O'Brien). 